# МГ 42
МГ 42 (Машиненгевер 42, или Шарац) је митраљез коришћен у Вермахту, конструисан у фабрици Маузер 1942. године као замена за МГ 34. Био је стандардни митраљез у нацистичкој Немачкој и један од икона Вермахта током Другог светског рата.
Са својом великом брзином паљбе, снажним метком и препознатљивим звуком постао је један од најбољих митраљеза током рата. Савезнички војници су због реског звука испаљивања митраљезу доделили надимак цепач чаршава. Осим у пешадији коришћен је и на возилима као противавионски митраљез и додатно наоружање. Рађен је у више верзија, као лаки, пушкомитраљез и тешки митраљез.